# Wang Dayuan
Wang Dayuan (汪大渊,  Wang Ta-yüan; geb. 1311 in Nanchang, Provinz Jiangxi; gest. 1350), zi: Huanzhang 焕章, war ein chinesischer Kaufmann und Seefahrer der Zeit der Yuan-Dynastie.

## Reisen
Von Quanzhou aus segelte er zweimal, 1330 und 1337, in westliche Länder. Er reiste bis nach Dumyat in Ägypten. Im Jahr 1349, dem 9. Jahr der Zhizheng-Ära des Kaisers Huizong (Toghan Timur) der Yuan-Dynastie schrieb er in Quanzhou ein Buch mit dem Titel Daoyi zhilüe 島夷志略 / 岛夷志略 (Ein kurzer Bericht über die Barbareninseln), in dem er mehr als 200 Orte beschrieb, die er persönlich erlebt hatte, und das eine wichtige Quelle zur Geschichte der chinesisch-ausländischen Beziehungen ist.
Im Jahr 1330 besuchte Wang Dayuan Temasek (das heutige Singapur) und dokumentierte die Existenz einer chinesischen Gemeinschaft im Chinatown. Es ist auch heute noch eine der ältesten und größten Chinatowns in Singapur.
Der singapurische Gelehrte Hsu Yun Tsiao (1905–1981) wies darauf hin, dass Wang Dayuans Buch Daoyi zhilüe durch Auflistungen lokaler Produkte und Handelswaren aus den von ihm besuchten Orten gekennzeichnet wäre, und argumentierte, dass Wang Dayuan selbst ein chinesischer Händler war.

## Werke
- Daoyi zhilüe 岛夷志略